# 水色時代 メモリアル・ミュージック・コレクション
『水色時代 メモリアル･ミュージック・コレクション』（みずいろじだい メモリアル･ミュージック・コレクション）は、テレビアニメ『水色時代』のサウンドトラックである。1997年8月21日に日本コロムビアから発売された。
テレビアニメ本編のBGMと『キャラクター・ソング・コレクション Present』収録曲のカラオケ、TVサイズの主題歌が収録されている。音楽は、トラック1・3〜7・9･10・12は斎藤ネコ、13〜15・17〜19・21は山本はるきちが担当している。

## 収録曲
1. 今は水色・・・・・・（M2、M4） [3:18]
2. 水色時代（TVサイズ） [1:40]
歌：米屋純
作詞・作曲・編曲：尾崎亜美
  - オープニングテーマ
3. 優子のテーマ（M10B、M1[注 1]、M3、M14） [4:34]
4. 風の吐息（M12A、M12B、M12D、M12E、M12C） [6:18]
5. すれ違い（M7[注 2]） [2:27]
6. トラブル（M5、M6） [3:11]
7. ブリッジコレクション（M16[注 3]、M13、M15、M14追加、M10A） [1:10]
8. Diary（オリジナルカラオケ） [4:43]
9. 未来を見つめて（M9[注 4]） [3:08]
10. きっと手を振って（M8） [1:38]
11. あの頃のように（TVサイズ） [1:16]
歌：鈴木真仁
作詞・作曲：田辺智沙、編曲：岩﨑元是
  - 前期エンディングテーマ
12. 次回予告（M11[注 5]） [1:01]
13. 大丈夫!（M1B、M1A、M3A、M3B、M5） [6:25]
14. お調子者（M2、M10A、M10B） [3:30]
15. ハラハラドキドキ（M4A、M4B、M4C、M9A、M9B、M6A、M6B） [6:40]
16. 君がいるから（オリジナルカラオケ） [3:46]
17. 胸騒ぎ（M7B、M7A） [1:23]
18. 離さない（M8A、M8B） [2:13]
19. ずっといっしょ（番外A、番外B） [2:48]
20. 約束はAlright!（TVサイズ） [1:21]
歌：YAG PD（伊賀絵里香、中林美沙、松浦有希子）
作詞：青柳美奈子、作曲・編曲：岩崎元是
  - 後期エンディングテーマ
21. ブラスバンドシーン用音楽[注 6] [6:30]
  - ボーナストラック